# Sabil d'Abd-ar-Rahman Katkhudà

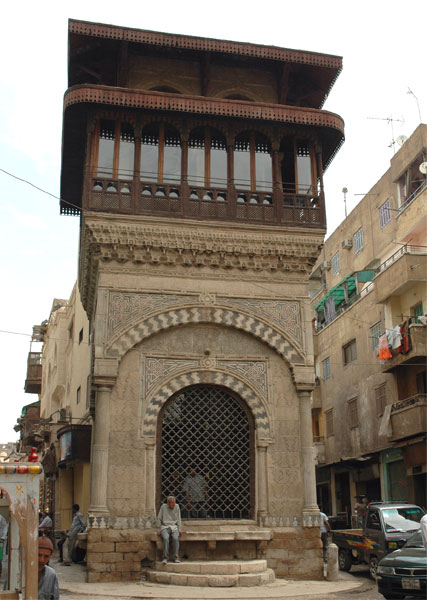
Sabil i kuttab d'Abd-ar-Rahman Katkhudà

El sabil d'Abd-ar-Rahman Katkhudà (àrab: سبيل عبد الرحمن كتخدا, sabīl ʿAbd ar-Raḥmān Katẖudā) és, malgrat les seves reduïdes dimensions, una de les construccions més interessants de la ciutat del Caire, forma part del conjunt arquitectònic conegut com Caire Històric, declarat Patrimoni de la Humanitat per la UNESCO. Porta el número 21 del catàleg de monuments islàmics gestionat pel Supreme Council of the Antiquities. Està situat a l'antiga ciutat fatimita, al carrer d'al-Muïzz, molt proper a la mesquita d'al-Aqmar.

## Història

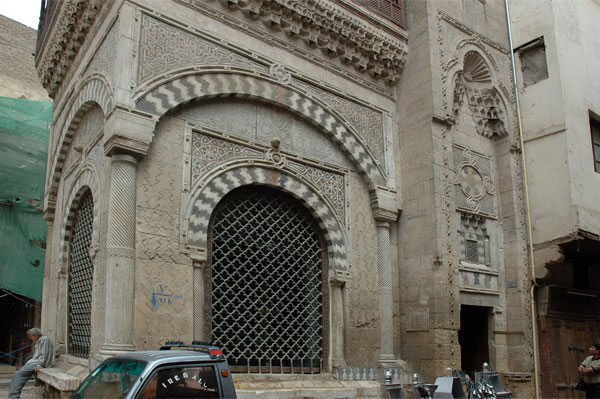
Un dels tres finestrals del sabil i potal d'entrada

Aquesta és una de les moltes construccions que va promoure Abd al-Rahman Katkhuda, un oficial otomà dels geníssers, mort el 1776. Aquest ric personatge, un apassionat de l'arquitectura, va aixecar de bell nou, o restaurar, vint edificis religiosos, a més de set sabils i dos ponts.
Una de les institucions que es troben més sovint al Caire són els sabils, fonts públiques o, millor, lloc de distribució d'aigua. Els habitants de la gran ciutat només podien proveir-se d'aigua del Nil, que es trobava relativament allunyat de la zona habitada i calia transportar-la. Hi havia canals i aqüeductes que facilitaven la feina, però estaven sotmesos al règim de les crescudes del riu. En el decurs dels anys es va promoure la construcció dels sabils. Aquests es finançaven amb importants dotacions econòmiques efectuades per personatges rics i poderosos, aquestes fundacions s'encarregaven tant de la construcció del sabil com del seu manteniment (transport d'aigua del riu a les cisternes, sous dels treballadors, etc.). Molt sovint aquestes fundacions estaven associades a un kuttab, una petita escola habitualment situada en una segona planta, que s'encarregava de "l'aliment espiritual" de nois sense recursos.
L'aigua, en bots de cuir, era transportada amb camells i ases des del Nil fins a la cisterna del sabil. Abd al-Rahman Katkhuda, fundador d'aquest sabil, va preveure una despesa anual de 12.645 pares pel seu manteniment: 7.500 pares per l'adquisició d'aigua, 4.320 pels tres distribuïdors que hi treballaven, 360 per altres materials, 180 per encendre la làmpada de la porta, 120 per la neteja de la cisterna, 120 d'incens i 45 pares més per il·luminar l'interior les nits de ramadà. Per la manteniment del kuttab, va preveure altres 13.370 pares anuals.
Fou construït el 1744 i es va restaurar en la dècada del 1980.

## L'edifici

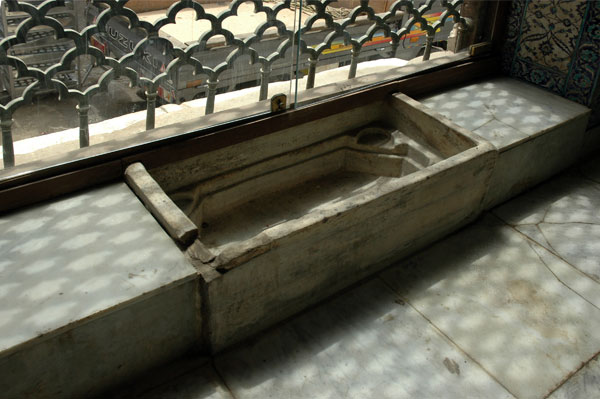
Pica de distribució d'aigua, a l'interior del sabil

Malgrat tractar-se d'una construcció d'època otomana, l'edifici segueix l'estil dels sabils i kuttabs d'època mameluca. La planta baixa té una sala gairebé quadrada amb tres grans finestrals que s'obren al carrer tancats per una reixa, lloc per on es distribuïa l'aigua als vianants. Té una gran cisterna on es guardava l'aigua i altres dependències annexes de menor importància. Hom accedeix al seu interior per un ric portal decorat.
Una escala porta a la planta superior on es troba el kuttab o escola. En aquest pis predomina la construcció amb fusta.
Interiorment està decorat amb ceràmica d'estil d'Iznik, amb decoració floral, inscripcions i una representació de la Kaba.

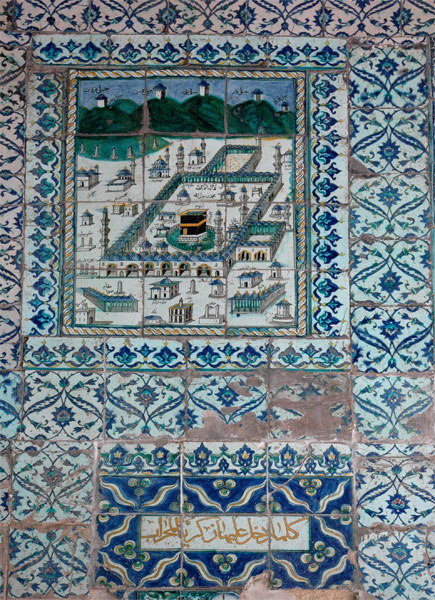
Decoració interna amb la representació de la Ka'ba
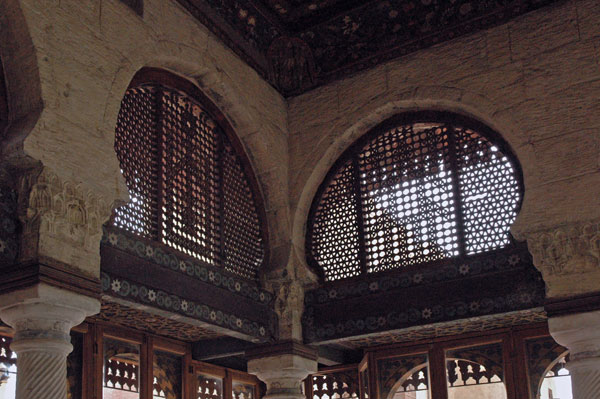
El kuttab del pis superior